# Inocencio Mamani
Inocencio Mamani Mamani (Puno, Perú, 2 de diciembre de 1904 – Arequipa, Perú, 1990) fue un dramaturgo, poeta y montañero peruano que escribió en quechua puneño. Fue el primer autor que escribió dramas quechuas ambientados en la actualidad y no en el tiempo inca.

## Vida
Inocencio Mamani creció en Mañazo, el barrio de carniceros de Puno. En su niñez trabajó como ordeñador de vacas y pastor de cerdos. Luego trabajó en el puerto de Puno y en barcos del lago Titicaca. Al contrario de muchos de sus compañeros, fue a la escuela – al colegio La Inmaculada y al seminario de Puno. Cuando había terminado la escuela, formó con otros jóvenes una compañía de teatro en Puno. Representaron, entre otros, el drama Ccore Chchuspe (Mosca dorada, Qurich’uspi en quechua morderno, que es el nombre de un protagonista) del sacerdote cusqueño Nemesio Zúñiga Cazorla, escrito en 1915 (publicado por César Itier en 1995) y ambientado en el tiempo de los incas, como otros dramas de entonces escritos en quechua.
Probablemente en 1926, Inocencio Mamani compuso su primer drama propio, Sapan Churi (Hijo único), que fue representado primero en Arequipa. Al contrario de las obras de los dramaturgos quechuas mestizos del Cusco, los protagonistas de Mamani fueron personas del pueblo contemporáneo. En el caso de Sapan Churi, el personaje principal, es un chico del Barrio Mañazo que quiere ir a la escuela a pesar de que los curas no se lo quieren permitir. En 1927 creó la comedia romántica Tucuipac munashcan (Deseada por todos, Tukuypaq munasqan).
En los años desde 1927 al 1932, Mamani colaboró con Gamaliel Churata, con el director de la biblioteca de Puno, y con otros en un grupo de amigos literarios llamado: El Grupo Orkopata, que se reunía en casa de Churata. Al mismo tiempo, Churata y su hermano Ántero Peralta fueron editores de la revista literaria Boletín Titikaka, que salió entre 1926 y 1930. Mamani publicó sus primeros poemas quechuas en el Boletín Titikaka de febrero de 1928. En el último número de la revista aparecieron en tres idiomas (quechua, aymara y castellano) los Tres Poemas 1930 de Inocencio Mamani, Eustaquio Rodríguez Aweranka y Manuel Zúñiga Camacho Alca (o Allqa) en conmemoración a José Carlos Mariátegui, que había muerto el 16 de abril de 1930. El Boletín Titikaka promovió las representaciones teatrales de Mamani, sin embargo, los manuscritos quechuas nunca fueron publicados. En 1932, bajo la represión del gobierno militar de Luis Miguel Sánchez Cerro, Churata emigró a Bolivia y el Grupo Orkopata se disolvió. Sólo en los años 1940 otra vez aparecieron algunos poemas quechuas de Inocencio Mamani en la revista del Instituto Americano de Arte en Puno.
En los años 1950 Inocencio Mamani vivió en Arequipa y Huancayo y trabajó como guía de montaña en expediciones a los altos Andes, realizando algunos primeros ascensos de cumbres en la Cordillera Huaytapallana. Aún en los años 1980 encumbró, entre otros, el Kunurana y el Misti.

## Recepción
José Carlos Mariátegui opina en sus Siete Ensayos de Interpretación de la Realidad Peruana (1928):

La escritura y la gramática quechuas son en su origen obra española y los escritos quechuas pertenecen totalmente a literatos bilingües como El Lunarejo, hasta la aparición de Inocencio Mamani, el joven autor de Tucuípac Munashcan. La lengua castellana, más o menos americanizada, es el lenguaje literario y el instrumento intelectual de esta nacionalidad cuyo trabajo de definición aún no ha concluido.
Siete Ensayos de Interpretación de la Realidad Peruana. El proceso de la literatura, II. La literatura de la Colonia.

## Obras

### Dramas no publicados
- 1926: Sapan Churi
- 1927: Tucuipac munashcan (en quechua sureño moderno: Tukuypaq munasqan)
- (sin fecha:) Casarasunchis
- (sin fecha:) Corazón mentiroso (Amor traicionero, escrito en castellano)

### Publicaciones de traducciones al castellano
- 1989: Sapan Churi, Tucuipac munashcan, en: Domingo Huamán Peñaloza (1989), El teatro de Inocencio Mamani. Lima: Consejo Nacional de Ciencia y Tecnología.

### Único fragmento de drama en idioma original
- 1989: fragmento de Casarasunchis, en: Domingo Huamán Peñaloza (1989), El teatro de Inocencio Mamani. Lima: Consejo Nacional de Ciencia y Tecnología, pp. 118–133.

### Poesía en quechua
- 1928. Teofanoj qutimunja (Teofano kutimunqa, "Teófano volverá"). Boletín Editorial Titikaka, febrero de 1928, p. 2.
- 1929: Lekechuqunas (Liq'ichukuna, "Avefrías andinas"). Boletín Titikaka 27 (febrero de 1929), p. 1.
- 1930 (junto con Aweranka y Camacho Allqa): Tres poemas vernaculares en la muerte de Mariátegui. Boletín Titikaka 34, p. 4.
- 1948: Taky (Taki, "Canto"). Revista del Instituto Americano de Arte 1 (noviembre de 1948), p. 59.
- 1949: Mañaso Majjtta (Mañasu Maqt'a, "Muchacho de Mañazo"). Suplemento de la Revista del Instituto Americano de Arte 2 (noviembre 1949), p. 10.